# Заширье (Ельский район)
Заширье (бел. Зашыр'е) — агрогородок в Старовысоковском сельсовете Ельского района Гомельской области Белоруссии.

## География

### Расположение
В 38 км от районного центра и железнодорожной станции Ельск (на линии Калинковичи — Овруч), в 215 км от Гомеля.

## Гидрография
На юге и севере мелиоративные каналы, соединённые с рекой Батывля (приток — река Словечна).

## Транспортная сеть
Автодорога связывает агрогородок с Ельском. Планировка состоит из прямолинейной улицы, ориентированной с юго-востока на северо-запад, к которой с севера присоединяются 3 короткие улицы. Застроена кирпичными домами.

## История
По письменным источникам известна с XIX века (1835) как хутор в Скороднянской волости Мозырского уезда Минской губернии. В 1931 году, во время проведения коллективизации, жители вступили в колхоз. Во время Великой Отечественной войны в лесах около деревни базировался Ельский партизанский отряд, позже 37-я Ельская партизанская бригада. В июле 1942 года оккупанты сожгли деревню. 10 жителей погибли на фронте. В 1959 году центр совхоза «Коммунист».

## Инфраструктура
В ходе реализации мероприятий Государственной программы возрождения села, в 2005 году было завершено строительство агрогородка «Заширье». Благодаря своей социальной инфраструктуре условия жизни здесь приближены к городским. Сейчас в Заширье располагаются отделение связи, Заширский культурно-спортивный центр, средняя и музыкальная школы, библиотека, больница, детский сад. Работает тренажерный зал "Атлант", каждый год осуществляется набор в футбольную секцию и секцию восточных единоборств (дзюдо), любителям компьютерных игр предлагает свои услуги компьютерный клуб "GigaHerz", а для любителей активного отдыха созданы два общественно-культурных парка: «Горячие сердца», «Национальный парк Заширья», комплекс активного и семейного отдыха "Асалода", функционируют три государственных и два предпринимательских магазина, торговый центр со столовой, комплексный приемный пункт, аптека, общественная баня, станция технического обслуживания автомобилей. 28.09.2011 в Заширье начало работу Отделение №310/96 ОАО "АСБ Беларусбанк", расположенное по улице 50 лет СССР, 65.
На территории агрогородка построено 448 квартир и 5 домов усадебного типа, где проживают 1300 человек. Жилой фонд со всеми удобствами. Четыре года подряд агрогородок занимает 1-е место по итогам Республиканского смотра санитарного состояния и благоустройства населённых пунктов Белоруссии.

### Спорт
Здоровье нации зависит от уровня развития физической культуры и спорта. Наши команды и спортсмены посёлка традиционно достойно выступают на районных, областных и республиканских соревнованиях по всем видам спорта.

### Творчество
Хорошие традиции по сохранению богатого фольклорного наследия Полесья, развитию самодеятельного и прикладного искусства наработаны коллективом Заширского культурно-спортивного центра. Здесь эффективно работают 34 клубных формирования, 3 детских образцовых коллектива и 2 взрослых народных. В 2006 году на Республиканском конкурсе на лучшую постановку работы среди клубов Белоруссии культурно-спортивный центр занял первое место и признан клубом года.

## Хозяйство

### Совхоз «Коммунист»
Совхоз «Коммунист» образован 18 июня 1974 года. В 2000 году преобразован в КСУП «Совхоз «Коммунист». Предприятие специализируется на производстве молока, мяса, зерна и картофеля. В хозяйстве имеется 3871 га сельхозугодий, из них 2152 га – пашни. За 2007 год производство молока составило 4540 тонн, мяса – 574 тонны, зерна – 2170 тонн, картофеля – 508 тонн. Вся продукция, что производится в хозяйстве, реализуется на переработку в Мозырь, Калинковичи, Гомель.
В хозяйстве работают 350 человек.

## Церковь
История строительства храма Нерукотворного Образа Господня в агрогородке Заширье. Приход храма Нерукотворного Образа Господа Иисуса Христа в д. Заширье Ельского района был зарегистрирован областным Советом народных депутатов 01 декабря 1997 года. Местными властями была выделена комната для совершения Богослужений в здании администрации колхоза. В это же время был выделен земельный участок под строительство нового храма в д. Заширье. Строительство храма началось в 1998 году и продолжалось до 2002 года. С 29 августа 2002 года в новом храме совершаются службы. В настоящее время настоятелем храма является протоиерей Петр Полын.

## Население
- 1940 год — 22 двора, 112 жителей.
- 1959 год — 167 жителей (согласно переписи).
- 2004 год — 415 хозяйств, 1295 жителей.